# 中島義道
中島 義道（なかじま よしみち、1946年7月9日 - ）は、日本の哲学者、作家。元電気通信大学教授。専攻はドイツ哲学、時間論、自我論。イマヌエル・カントが専門。

## 経歴
1946年、福岡県門司市生まれ。1965年、神奈川県立川崎高等学校を卒業。東京大学文科I類に入学した。1971年、東京大学教養学部教養学科科学史科学哲学分科を卒業。その後は同大学大学院人文科学研究科に進んだ。1973年、東京大学大学院人文科学研究科哲学専攻修士課程を退学。東京大学法学部に移って1976年に卒業した。1977年、 東京大学大学院人文科学研究科哲学専攻修士課程を修了し、文学修士号を取得。その後、オーストリアに渡り、1983年にウィーン大学基礎総合学部哲学科を修了し、ウィーン大学に学位論文『カントの時間構成の理論』を提出して哲学博士号を取得。
翌1984年、東京大学教養学部助手に採用。1987年、帝京技術科学大学助教授となった。1995年4月から2009年まで電気通信大学教授を務めた。2008年より広く哲学を志す人のための「哲学塾カント」を開講して執筆活動と併せて活動をしている。

### 職歴
- 1977年 - 東海大学海洋学部非常勤講師（-1978年）。
- 1984年 - 東京大学教養学部助手。
- 1987年 - 帝京技術科学大学助教授。
- 1995年 - 電気通信大学電気通信学部人間コミュニケーション学科教授。
- 2008年 - 哲学塾カントを開講する。
- 2009年 - 電気通信大学退任。

## 研究内容・業績

### 哲学研究
- 著作として『カントの人間学』、『哲学の教科書』及び『ウィーン愛憎』が一般にはよく知られている。これらの著作ではカント哲学の読み解き、また留学体験を通して感じたヨーロッパ文明に対する批判を平明な文体で展開している。
- 現在は「哲学塾カント」を開設している。

### 時間論
中島は一貫して未来は本質的にどんなに近い未来だとしても、無だと主張している。例えば、「明日はピクニックがある」の明日があると了解することは、我々が今まで帰納的に導いたことであって、寸毫も明日が確実にあると実証することはできないという。すなわち、未来本物論者は未来完了形的に、いままで明日は偶然にもあった（存在した）ので、その過去を延長して未来（明日）があると思い込んでいるだけだという。（例えば、明日突然地球がなんの前触れもなく崩壊した場合、自分が死んだ場合は未来は無である。）中島によれば、こういった未来の描写はあくまでも概念的にしか捉えられていないので、いささかも未来の実在性を証明してはいないとされる。

### 日本の現代社会に関して
- 研究の主とするカント哲学やヨーロッパ文明批判以外に、日本社会における騒音・景観に対する無頓着さへの批判でも知られる。1996年、様々なありがた迷惑な騒音を是とする現代日本に異議を申し立てたエッセイ『うるさい日本の私』により認知される（タイトルは、川端康成の『美しい日本の私―その序説』と、大江健三郎の『あいまいな日本の私』の、2人のノーベル文学賞受賞記念講演のパロディである。この「うるさい」ということばは、「日本」だけでなく「私」をも形容しているのだ、と本人自身が述べている）。
- 大学の哲学科が無くなることには肯定的であり「哲学はまったく役に立たず、自他の幸福を望むこととは無関係であり、反社会的で、危険で、不健全なもの」であり「それにもかかわらず哲学をしなければ死んでしまう全人口の1パーセント未満の人のためにのみ哲学を学ぶ「真の場所」を設置すること」を推奨している[3]。

## 人物
- 教養学部文科一類では、西田典之（刑法学者、東京大学名誉教授）と同級生であった[4]。
- 大の偏食家であり、8割以上の食物が苦手である[5]。アナウンスなどの騒音も大嫌いで、JRなど各地に抗議を繰り返し「闘い」を行っていた。「静かな街を考える会」に参加している[6]。
- 2023年3月21日、脳梗塞で倒れ左半身不随となり、河北総合病院に入院した[7]。

## 著作

### 単著
- Nakajima, Yoshimichi (1986), Kants Theorie der Zeit-Konstruktion, Dissertationen der Universität Wien 174, Wien: VWGÖ, ISBN 3853696252, 国立国会図書館書誌ID:000003139133 - 注釈：Originally presented as the author's thesis (doctoral--Universität Wien, 1983)
- 『カントの時間構成の理論』理想社〈理想哲学選書〉、1987年11月。ISBN 978-4-650-00181-5。
  - 『カントの時間論』岩波書店〈岩波現代文庫 学術 40〉、2001年1月16日。ISBN 978-4-00-600040-0。 - 注釈：改題。
  - 『カントの時間論』講談社〈講談社学術文庫 2362〉、2016年4月。ISBN 978-4-06-292362-0。 - 注釈：改題。
- 『ウィーン愛憎　ヨーロッパ精神との格闘』中央公論社〈中公新書 956〉、1990年1月25日。ISBN 978-4-12-100956-2。
  - 『戦う哲学者のウィーン愛憎』角川書店〈角川文庫〉、1999年11月。ISBN 978-4-04-349601-3。 - 注釈：改題。
- 『モラリストとしてのカント』 1巻、北樹出版、1992年6月。ISBN 978-4-89384-265-7。
  - 『モラリストとしてのカント』 1巻（改訂版）、北樹出版、1994年6月。ISBN 978-4-89384-365-4。
  - 『カントの人間学』講談社〈講談社現代新書 1383〉、1997年12月。ISBN 978-4-06-149383-4。 - 注釈：改題。
- 『時間と自由　カント解釈の冒険』晃洋書房、1994年2月。ISBN 978-4-7710-0683-6。
  - 『時間と自由　カント解釈の冒険』講談社〈講談社学術文庫 1396〉、1999年9月。ISBN 978-4-06-159396-1。
- 『哲学の教科書　思索のダンディズムを磨く』講談社、1995年5月。ISBN 978-4-06-207543-5。
  - 『哲学の教科書』講談社〈講談社学術文庫 1481〉、2001年4月。ISBN 978-4-06-159481-4。
- 『「時間」を哲学する　過去はどこへ行ったのか』講談社〈講談社現代新書 1293〉、1996年3月。ISBN 978-4-06-149293-6。
- 『うるさい日本の私　「音漬け社会」との果てしなき戦い』洋泉社、1996年8月。ISBN 978-4-89691-224-1。
  - 『うるさい日本の私』新潮社〈新潮文庫〉、1999年12月。ISBN 978-4-10-146721-4。
  - 『うるさい日本の私』日本経済新聞出版社〈日経ビジネス人文庫 な7-2〉、2011年1月。ISBN 978-4-532-19574-8。
  - 『うるさい日本の私』KADOKAWA〈角川文庫 な35-10〉、2016年5月。ISBN 978-4-04-104482-7。
- 『人生を〈半分〉降りる　哲学的生き方のすすめ』ナカニシヤ出版、1997年5月。ISBN 978-4-88848-369-8。
  - 『人生を〈半分〉降りる　哲学的生き方のすすめ』新潮社〈新潮OH!文庫〉、2000年10月。ISBN 978-4-10-290036-9。
  - 『人生を〈半分〉降りる　哲学的生き方のすすめ』筑摩書房〈ちくま文庫 な27-4〉、2008年1月。ISBN 978-4-480-42412-9。
- 『哲学者のいない国』洋泉社、1997年9月。ISBN 978-4-89691-275-3。
  - 『哲学者とは何か』筑摩書房〈ちくま文庫〉、2000年4月。ISBN 978-4-480-03558-5。 - 注釈：改訂・改題。
- 『〈対話〉のない社会　思いやりと優しさが圧殺するもの』PHP研究所〈PHP新書 032〉、1997年11月。ISBN 978-4-569-55847-9。
- 『哲学の道場』筑摩書房〈ちくま新書 159〉、1998年6月。ISBN 978-4-480-05759-4。
  - 『哲学の道場』筑摩書房〈ちくま文庫 な27-5〉、2013年7月。ISBN 978-4-480-43074-8。
- 『孤独について　生きるのが困難な人々へ』文藝春秋〈文春新書 005〉、1998年10月。ISBN 978-4-16-660005-2。
  - 『孤独について　生きるのが困難な人々へ』文藝春秋〈文春文庫 な54-1〉、2008年11月。ISBN 978-4-16-775318-4。
- 『うるさい日本の私、それから』洋泉社、1998年12月。ISBN 978-4-89691-349-1。
  - 『騒音文化論　なぜ日本の街はこんなにうるさいのか』講談社〈講談社＋α文庫〉、2001年4月。ISBN 978-4-06-256511-0。 - 注釈：分冊・改題『騒音文化論 なぜ日本の街はこんなにうるさいのか』講談社+α文庫。
  - 『日本人を〈半分〉降りる』筑摩書房〈ちくま文庫〉、2005年6月。ISBN 978-4-480-42105-0。 - 注釈：分冊・改題『日本人を〈半分〉降りる』ちくま文庫。
- 『空間と身体　続カント解釈の冒険』晃洋書房、2000年5月。ISBN 978-4-7710-1139-7。
- 『ひとを〈嫌う〉ということ』角川書店、2000年6月。ISBN 978-4-04-883605-0。
  - 『ひとを〈嫌う〉ということ』角川書店〈角川文庫〉、2003年8月。ISBN 978-4-04-349602-0。
- 『私の嫌いな10の言葉』新潮社、2000年8月。ISBN 978-4-10-439701-3。
  - 『私の嫌いな10の言葉』新潮社〈新潮文庫〉、2003年3月。ISBN 978-4-10-146722-1。
- 『「哲学実技」のすすめ　そして誰もいなくなった……』角川書店〈角川oneテーマ21 C-1〉、2000年12月。ISBN 978-4-04-704001-4。
- 『働くことがイヤな人のための本　仕事とは何だろうか』日本経済新聞出版社、2001年2月。ISBN 978-4-532-16374-7。
  - 『働くことがイヤな人のための本』新潮社〈新潮文庫〉、2004年5月。ISBN 978-4-10-146723-8。
  - 『働くことがイヤな人のための本』日本経済新聞出版社〈日経ビジネス人文庫 な7-1〉、2010年2月。ISBN 978-4-532-19530-4。
- 『生きにくい……　私は哲学病。』角川書店、2001年7月。ISBN 978-4-04-883680-7。
  - 『生きにくい…　私は哲学病。』角川書店〈角川文庫〉、2004年12月。ISBN 978-4-04-349603-7。
- 『ぼくは偏食人間』新潮社〈ラッコブックス〉、2001年8月。ISBN 978-4-10-439702-0。
  - 『偏食的生き方のすすめ』新潮社〈新潮文庫〉、2005年2月。ISBN 978-4-10-146724-5。 - 注釈：改題。
- 『時間論』筑摩書房〈ちくま学芸文庫〉、2002年2月。ISBN 978-4-480-08683-9。
- 『たまたま地上にぼくは生まれた』講談社、2002年9月。ISBN 978-4-06-211494-3。
  - 『たまたま地上にぼくは生まれた』筑摩書房〈ちくま文庫 な27-3〉、2007年1月。ISBN 978-4-480-42306-1。
- 『カイン　自分の「弱さ」に悩むきみへ』講談社、2002年1月。ISBN 978-4-06-211113-3。
  - 『カイン　自分の「弱さ」に悩むきみへ』新潮社〈新潮文庫〉、2005年8月。ISBN 978-4-10-146725-2。
- 『不幸論』PHP研究所〈PHP新書 223〉、2002年10月。ISBN 978-4-569-62459-4。
  - 『不幸論』PHP研究所〈PHP文庫 な69-2〉、2015年5月。ISBN 978-4-569-76293-7。
- 『「私」の秘密　哲学的自我論への誘い』講談社〈講談社選書メチエ 253〉、2002年11月。ISBN 978-4-06-258253-7。
  - 『「私」の秘密　私はなぜ〈いま・ここ〉にいないのか』講談社〈講談社学術文庫 2129〉、2012年9月。ISBN 978-4-06-292129-9。
- 『怒る技術』PHP研究所、2003年2月。ISBN 978-4-569-62581-2。
  - 『怒る技術』角川書店〈角川文庫 な35-4〉、2006年3月。ISBN 978-4-04-349604-4。
  - 『怒る技術』PHP研究所、2014年11月。ISBN 978-4-569-82158-0。 - 注釈：中島 (2003a)の再刊。
- 『ぐれる！』新潮社〈新潮新書 009〉、2003年4月。ISBN 978-4-10-610009-3。
- 『愛という試練　マイナスのナルシスの告白』紀伊國屋書店、2003年7月。ISBN 978-4-314-00927-0。
- 『ひとを愛することができない　マイナスのナルシスの告白』角川書店〈角川文庫 な35-5〉、2007年2月。ISBN 978-4-04-349605-1。
- 『カントの自我論』日本評論社、2004年4月。ISBN 978-4-535-56212-7。
  - 『カントの自我論』岩波書店〈岩波現代文庫 学術 184〉、2007年10月16日。ISBN 978-4-00-600184-1。
- 『どうせ死んでしまう……　私は哲学病。』角川書店、2004年7月。ISBN 978-4-04-883886-3。
  - 『どうせ死んでしまうのに、なぜいま死んではいけないのか？』角川書店〈角川文庫 な35-6〉、2008年11月。ISBN 978-4-04-349606-8。 - 注釈：改題。
- 『英語コンプレックス脱出』NTT出版〈NTT出版ライブラリーレゾナント 004〉、2004年10月。ISBN 978-4-7571-4086-8。
  - 『英語コンプレックスの正体』講談社〈講談社＋α文庫 B33-2〉、2016年12月。ISBN 978-4-06-281702-8。 - 注釈：改題。
- 『続・ウィーン愛憎　ヨーロッパ、家族、そして私』中央公論新社〈中公新書 1770〉、2004年10月25日。ISBN 978-4-12-101770-3。
- 『悪について』岩波書店〈岩波新書 新赤版 935〉、2005年2月18日。ISBN 978-4-00-430935-2。
- 『生きることも死ぬこともイヤな人のための本』日本経済新聞社、2005年9月。ISBN 978-4-532-16533-8。
  - 『生きるのも死ぬのもイヤなきみへ』角川書店〈角川文庫 な35-7〉、2009年3月。ISBN 978-4-04-349607-5。 - 注釈：改題。
- 『私の嫌いな10の人びと』新潮社、2006年1月。ISBN 978-4-10-439703-7。
  - 『私の嫌いな10の人びと』新潮社〈新潮文庫 な-33-6〉、2008年9月。ISBN 978-4-10-146726-9。
- 『後悔と自責の哲学』河出書房新社〈シリーズ・道徳の系譜〉、2006年4月。ISBN 978-4-309-24375-7。
  - 『後悔と自責の哲学』河出書房新社〈河出文庫 な24-1〉、2009年5月。ISBN 978-4-309-40959-7。
- 『狂人三歩手前』新潮社、2006年6月。ISBN 978-4-10-439704-4。
  - 『狂人三歩手前』新潮社〈新潮文庫 な-33-7〉、2009年2月。ISBN 978-4-10-146727-6。
- 『カントの法論』筑摩書房〈ちくま学芸文庫 ナ8-2〉、2006年9月。ISBN 978-4-480-09015-7。
- 『醜い日本の私』新潮社〈新潮選書〉、2006年12月。ISBN 978-4-10-603573-9。
  - 『醜い日本の私』新潮社〈新潮文庫 な-33-8〉、2009年12月。ISBN 978-4-10-146728-3。
  - 『醜い日本の私』KADOKAWA〈角川文庫 な35-11〉、2016年10月。ISBN 978-4-04-104449-0。
- 『哲学者というならず者がいる』新潮社、2007年2月。ISBN 978-4-10-439705-1。
  - 『エゴイスト入門』新潮社〈新潮文庫 な-33-9〉、2010年6月。ISBN 978-4-10-146729-0。 - 注釈：改題。
- 『「人間嫌い」のルール』PHP研究所〈PHP新書 468〉、2007年7月。ISBN 978-4-569-69361-3。
- 『「死」を哲学する』岩波書店〈双書 哲学塾〉、2007年10月5日。ISBN 978-4-00-028155-3。
- 『観念的生活』文藝春秋、2007年11月。ISBN 978-4-16-369730-7。
  - 『観念的生活』文藝春秋〈文春文庫 な54-2〉、2011年5月。ISBN 978-4-16-780132-8。
- 『哲学の誤読　入試現代文で哲学する！』筑摩書房〈ちくま新書 695〉、2007年12月。ISBN 978-4-480-06401-1。
- 『孤独な少年の部屋』角川書店、2008年3月。ISBN 978-4-04-883989-1。
- 『カントの読み方』筑摩書房〈ちくま新書 740〉、2008年9月。ISBN 978-4-480-06427-1。
- 『人生に生きる価値はない』新潮社、2009年2月。ISBN 978-4-10-439706-8。
  - 『人生に生きる価値はない』新潮社〈新潮文庫 な-33-10〉、2011年10月。ISBN 978-4-10-146730-6。
- 『人生、しょせん気晴らし』文藝春秋、2009年4月。ISBN 978-4-16-371160-7。
- 『差別感情の哲学』講談社、2009年5月。ISBN 978-4-06-215491-8。
  - 『差別感情の哲学』講談社〈講談社学術文庫 2282〉、2015年2月。ISBN 978-4-06-292282-1。
- 『ウィーン家族』角川書店、2009年11月。ISBN 978-4-04-874000-5。 - 注釈：初の小説作品
  - 『異文化夫婦』角川書店〈角川文庫 な35-8〉、2013年3月。ISBN 978-4-04-100735-8。
- 『女の好きな10の言葉』新潮社、2010年5月。ISBN 978-4-10-439707-5。
- 『きみはなぜ生きているのか？』偕成社、2010年6月。ISBN 978-4-03-814310-6。
- 『『純粋理性批判』を噛み砕く』講談社、2010年8月。ISBN 978-4-06-216363-7。
- 『善人ほど悪い奴はいない　ニーチェの人間学』角川書店〈角川oneテーマ㉑ A-120〉、2010年8月。ISBN 978-4-04-710249-1。
- 『明るいニヒリズム』PHPエディターズ・グループ、2011年6月。ISBN 978-4-569-79782-3。
  - 『明るいニヒリズム』PHP研究所〈PHP文庫 な69-1〉、2015年2月。ISBN 978-4-569-76300-2。
- 『さようなら、ドラえもん　子どものためのテツガク教室』講談社、2011年7月。ISBN 978-4-06-217090-1。
- 『悪への自由　カント倫理学の深層文法』勁草書房、2011年10月。ISBN 978-4-326-15419-7。
  - 『カントの「悪」論』講談社〈講談社学術文庫 2524〉、2018年9月。ISBN 978-4-06-513160-2。 - 注釈：改題。
- 『ヒトラーのウィーン』新潮社、2012年1月。ISBN 978-4-10-439708-2。
  - 『ヒトラーのウィーン』筑摩書房〈ちくま文庫 な27-6〉、2015年1月。ISBN 978-4-480-43243-8。
- 『真理のための闘争　中島義道の哲学課外授業』河出書房新社、2012年3月。ISBN 978-4-309-24587-4。
- 『哲学塾授業　難解書物の読み解き方』講談社、2012年4月。ISBN 978-4-06-217672-9。
  - 『哲学塾の風景　哲学書を読み解く』講談社〈講談社学術文庫 2425〉、2017年4月。ISBN 978-4-06-292425-2。 - 注釈：改題。
- 『ニーチェ　ニヒリズムを生きる』河出書房新社〈河出ブックス 052〉、2013年2月。ISBN 978-4-309-62452-5。
  - 『過酷なるニーチェ』河出書房新社〈河出文庫 な㉔-2〉、2016年11月。ISBN 978-4-309-41490-4。 - 注釈：改題。
- 『非社交的社交性　大人になるということ』講談社〈講談社現代新書 2208〉、2013年5月。ISBN 978-4-06-288208-8。
- 『純粋異性批判　女は理性を有するのか？』講談社、2013年12月。ISBN 978-4-06-218684-1。
- 『男が嫌いな女の10の言葉』KADOKAWA〈角川文庫 な35-9〉、2014年1月。ISBN 978-4-04-101185-0。
- 『生き生きした過去　大森荘蔵の時間論、その批判的解読』河出書房新社、2014年4月。ISBN 978-4-309-24655-0。
- 『東大助手物語』新潮社、2014年11月。ISBN 978-4-10-439709-9。
  - 『東大助手物語』新潮社〈新潮文庫 な-33-11〉、2017年6月。ISBN 978-4-10-146731-3。
- 『反〈絆〉論』筑摩書房〈ちくま新書 1103〉、2014年12月。ISBN 978-4-480-06811-8。
- 『「思いやり」という暴力　哲学のない社会をつくるもの』PHP研究所〈PHP文庫 な69-3〉、2016年2月。ISBN 978-4-569-76540-2。
- 『不在の哲学』筑摩書房〈ちくま学芸文庫 ナ8-3〉、2016年2月。ISBN 978-4-480-09721-7。
- 『時間と死　不在と無のあいだで』ぷねうま舎、2016年10月。ISBN 978-4-906791-62-0。
- 『〈ふつう〉から遠くはなれて　「生きにくさ」に悩むすべての人へ　中島義道語録』青春出版社、2016年11月。ISBN 978-4-413-23015-5。
- 『明るく死ぬための哲学』文藝春秋、2017年6月。ISBN 978-4-16-390672-0。
- 『七〇歳の絶望』KADOKAWA〈角川新書 K-173〉、2017年11月。ISBN 978-4-04-082003-3。
- 『死の練習　シニアのための哲学入門』ワニブックス〈ワニブックス｜PLUS｜新書 250〉、2019年2月。ISBN 978-4-8470-6616-0。
- 『ウソつきの構造　法と道徳のあいだ』KADOKAWA〈角川新書 K-286〉、2019年10月。ISBN 978-4-04-082279-2。
- 『晩年のカント』講談社〈講談社現代新書 2603〉、2021年1月。ISBN 978-4-06-522233-1。
- 『てってい的にキルケゴール　その１』 絶望ってなんだ、ぷねうま舎、2022年11月。ISBN 978-4-910154-38-1。
- 『てってい的にキルケゴール　その２』 私が私であることの深淵に、ぷねうま舎、2023年2月。ISBN 978-4-910154-41-1。

### 共著・編著・共編著
- 福田喜一郎、加賀野井秀一 編『静かさとはなにか』第三書館〈文化騒音から日本を読む〉、1996年1月。ISBN 978-4-8074-9600-6。
- 加賀野井秀一『「うるさい日本」を哲学する　偏食哲学者と美食哲学者の対話』講談社、2007年8月。ISBN 978-4-06-214201-4。
  - 加賀野井秀一『「音漬け社会」と日本文化』講談社〈講談社学術文庫 1939〉、2009年3月。ISBN 978-4-06-291939-5。
- 香山リカ『生きてるだけでなぜ悪い？　哲学者と精神科医がすすめる幸せの処方箋』ビジネス社、2008年6月。ISBN 978-4-8284-1433-1。
  - 香山リカ『生きてるだけでなぜ悪い？　哲学者と精神科医がすすめる幸せの処方箋』講談社〈講談社＋α文庫 G174-2〉、2012年3月。ISBN 978-4-06-281467-6。
- 小浜逸郎『やっぱり、人はわかりあえない』PHP研究所〈PHP新書 614〉、2009年7月。ISBN 978-4-569-77106-9。
- 桐光学園中学校・高等学校 編「哲学とのつきあい方」『わたしがつくる物語　13歳からの大学授業』水曜社〈桐光学園特別授業 7〉、2014年10月。ISBN 978-4-88065-347-1。
- 永井均、入不二基義、香山リカ「第３章　哲学で、世界を壊す―中島義道×香山リカ」『明るい哲学の練習最後に支えてくれるものへ　香山リカと哲学者たち』ぷねうま舎、2017年3月。ISBN 978-4-906791-67-5。
- 宇野重規、東浩紀、原研哉、堀江敏幸、稲葉振一郎、柴田元幸「哲学とのつきあい方」『創造するということ』筑摩書房〈ちくまプリマー新書 307 中学生からの大学講義 続3〉、2018年10月。ISBN 978-4-480-68333-5。
- 池田清彦、和田秀樹、室井佑月、森達也、香山リカ、土井隆義「第7章　反出生主義という病」『親ガチャという病』宝島社〈宝島社新書 636〉、2022年3月。ISBN 978-4-299-02760-3。 - 注釈：第7章　「人生の虚しさ」の大衆化により蔓延している苦しさ。

### 編集委員
- 永井均、小林康夫、河本英夫 ほか 編『事典哲学の木』講談社、2002年3月。ISBN 978-4-06-211080-8。
- 石川文康、大橋容一郎、黒崎政男 ほか 編『カント事典』（縮刷版）弘文堂、2014年6月。ISBN 978-4-335-15059-3。

### 翻訳・共訳
- プラウス, ゲロルト 著、円谷裕二・渋谷治美 訳『カント認識論の再構築』晃洋書房〈哲学叢書〉、1992年1月。ISBN 978-4-7710-0547-1。